# جوان ملكة صقلية
جوان من إنكلترا (أكتوبر 1165 - 4 سبتمبر 1199) كانت الطفل السابع لهنري الثاني وزوجته إليانور آكيتيان. كما كانت ملكة صقلية القرينة بزواجها من ويليام الثاني.

## النشأة
ولدت جوان في أكتوبر 1165 في قلعة أنجيه في أنجو وهي الطفل السابع لهنري الثاني ملك إنجلترا، وقرينته الملكة إليانور آكيتاين. أمضت شبابها في محاكم والدتها في ونشستر و‌بواتييه. كأميرة شابة أنجفين، تألف التعليم المبكر لجوان من مواد لإعدادها للزواج، وليس فقط أي زواج، بل زواج ملكي. من المحتمل أنها تعلمت كيفية الخياطة والنسج والغناء ولعب آلة وركوب الخيل.